# Wilgbladige mispel
De wilgbladige mispel (Cotoneaster salicifolius) is een meestal groenblijvende struik, die behoort tot de rozenfamilie. De soort komt van nature voor in het westen van China  en is in Nederland verwilderd. De wilgbladige mispel heeft vele cultivars, variërend van kleine bodembedekkers tot grote struiken. Het aantal chromosomen is 2n = 34.
De struik wordt 1-5 m hoog. De twijgen zijn roodbruin tot grijsbruin, aanvankelijk dicht viltig behaard, maar later kaal. De 4-5 mm lange bladsteel is vaak rood van kleur en viltig behaard. De 4-7 mm lange steunblaadjes zijn bruin, lineair of lineair-lancetvormig, licht viltig behaard en vallen vroeg af. Het 4-8,5 cm lange en 1,5-2,5 cm brede blad is gaafrandig, ovaal-langwerpig, ovaal-lancetvormig of lineair-lancetvormig met een wigvormige basis en een spitse of toegespitste top. Er worden twaalf tot zestien bladnerven gevormd. De bovenzijde van het blad is kaal of fijn behaard, gerimpeld met verzonken bladnerven; de onderzijde is grijsviltig behaard met uitstekende bladnerven.
De wilgbladige mispel bloeit in juni met witte, 5-6 mm grote bloemen. De bloeiwijzen zijn 3,5-6 cm lang en 3-4 cm in diameter. Het zijn tuilachtige bloeiwijzen met veel bloemen met viltig behaarde stelen. De 3-5 mm lange schutbladen zijn lineair en vallen snel af. De 2-4 mm lange bloemsteeltjes zijn viltig behaard. De bloembeker is klokvormig en heeft aan de buitenkant grijze viltige haren. De 1,5-2,5 mm lange kelkbladen zijn driehoekig en puntig of toegespitst. De 2,5-4 mm lange en 3-4 mm brede bloembladen zijn ovaal of afgerond, kaal, met een stompe punt en een korte genagelde basis. De ongeveer 20 meeldraden zijn iets langer of ongeveer even lang als de bloembladen. De helmknoppen zijn roodachtig. De top van het vruchtbeginsel is fijn behaard. De twee tot drie (soms vier) vrijstaande stijlen zijn even lang of iets korter dan de meeldraden.
De vrucht is een steenvrucht. De scharlakenrode, ronde of omgekeerd eivormige vruchten hebben een diameter van 3-7 mm. Per vrucht worden twee of drie (soms vier) pitten gevormd. 

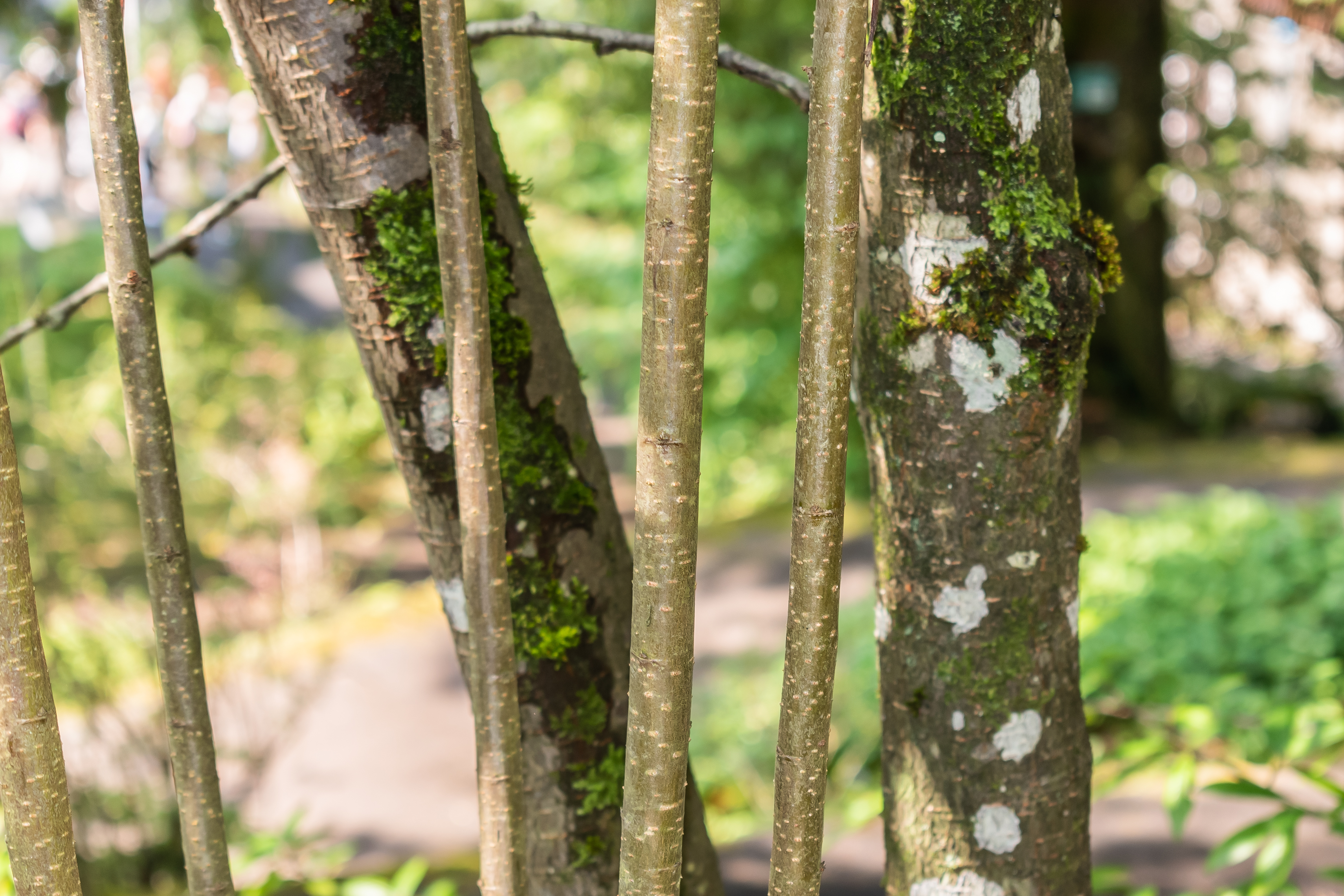
Takken
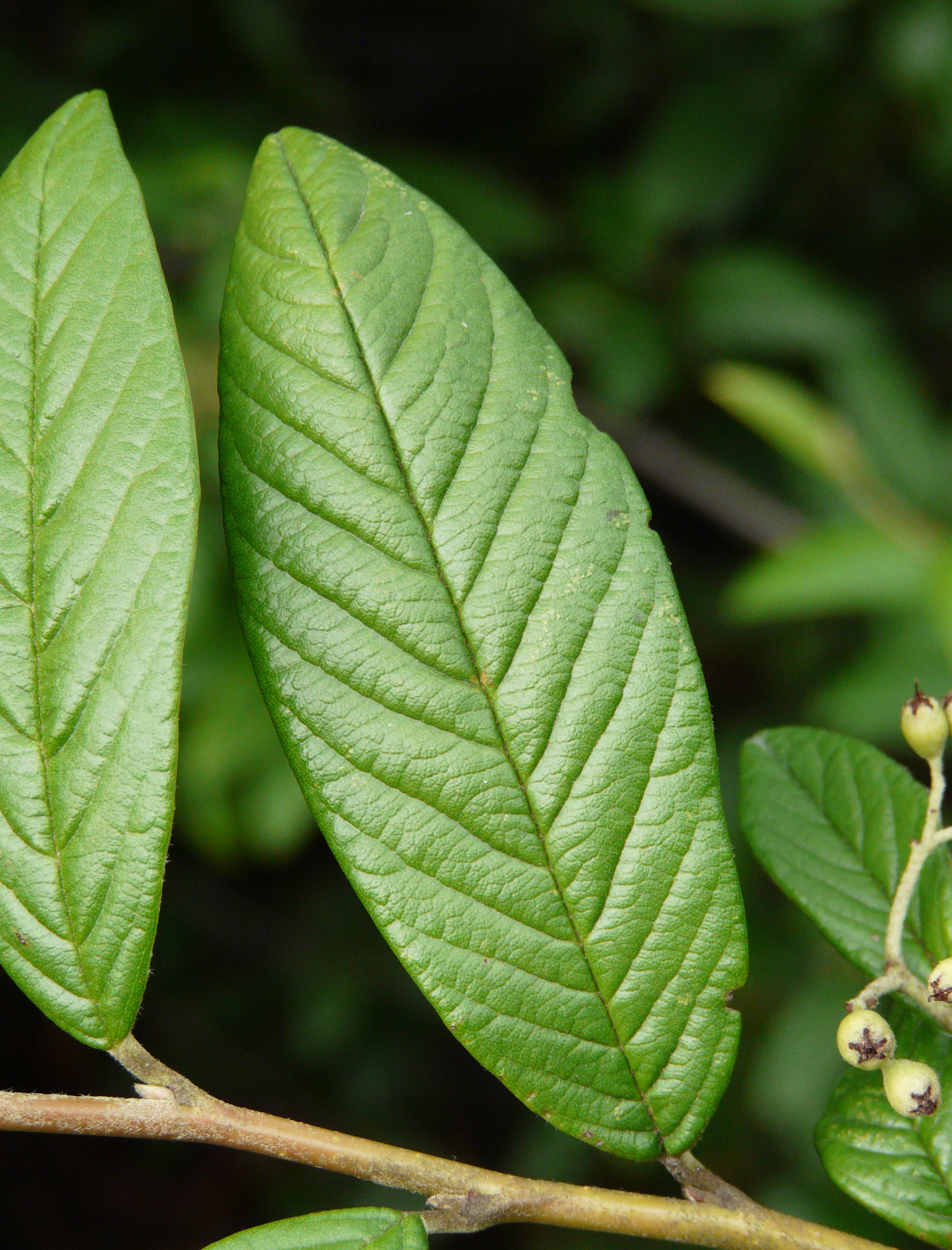
Voorkant blad
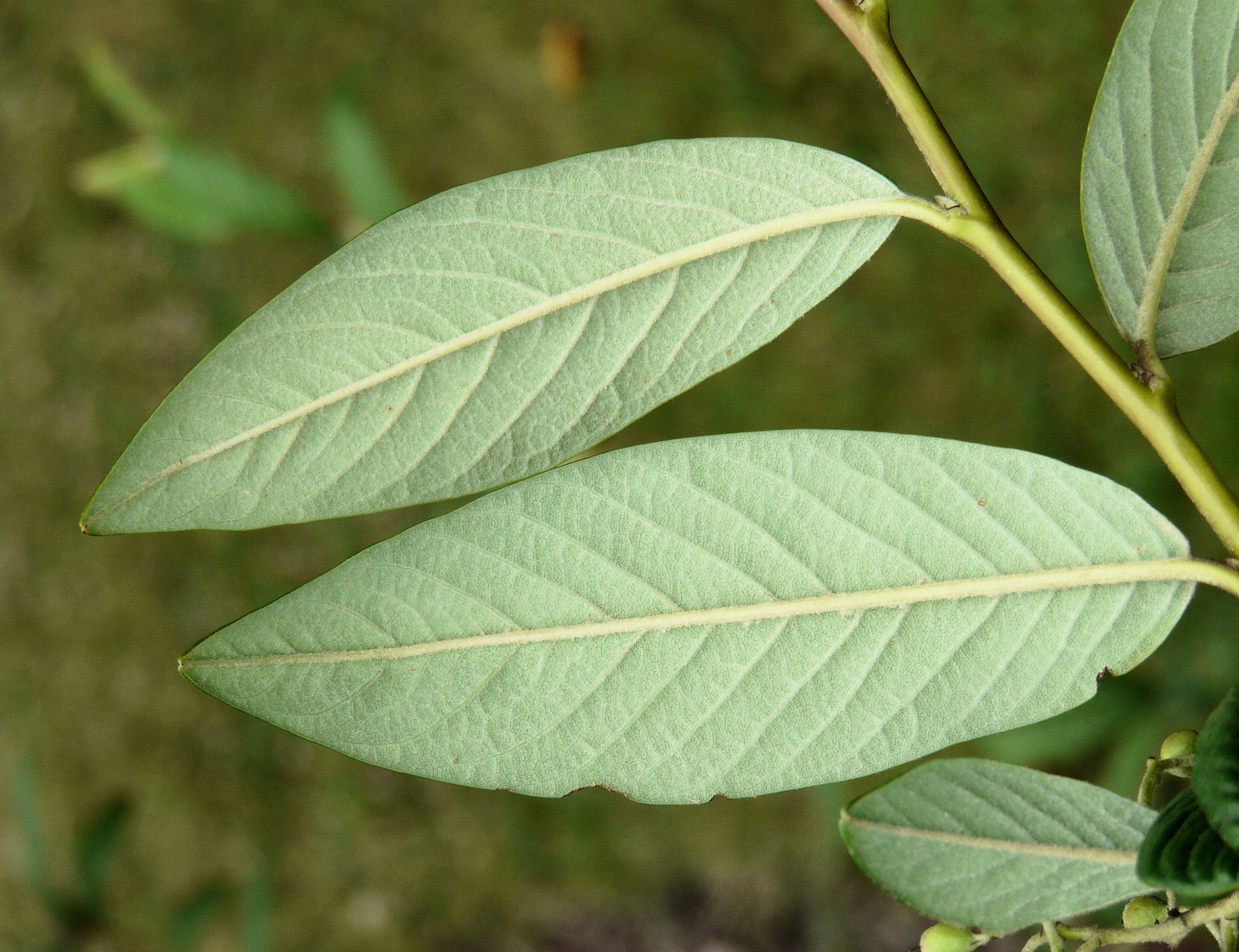
Achterkant blad
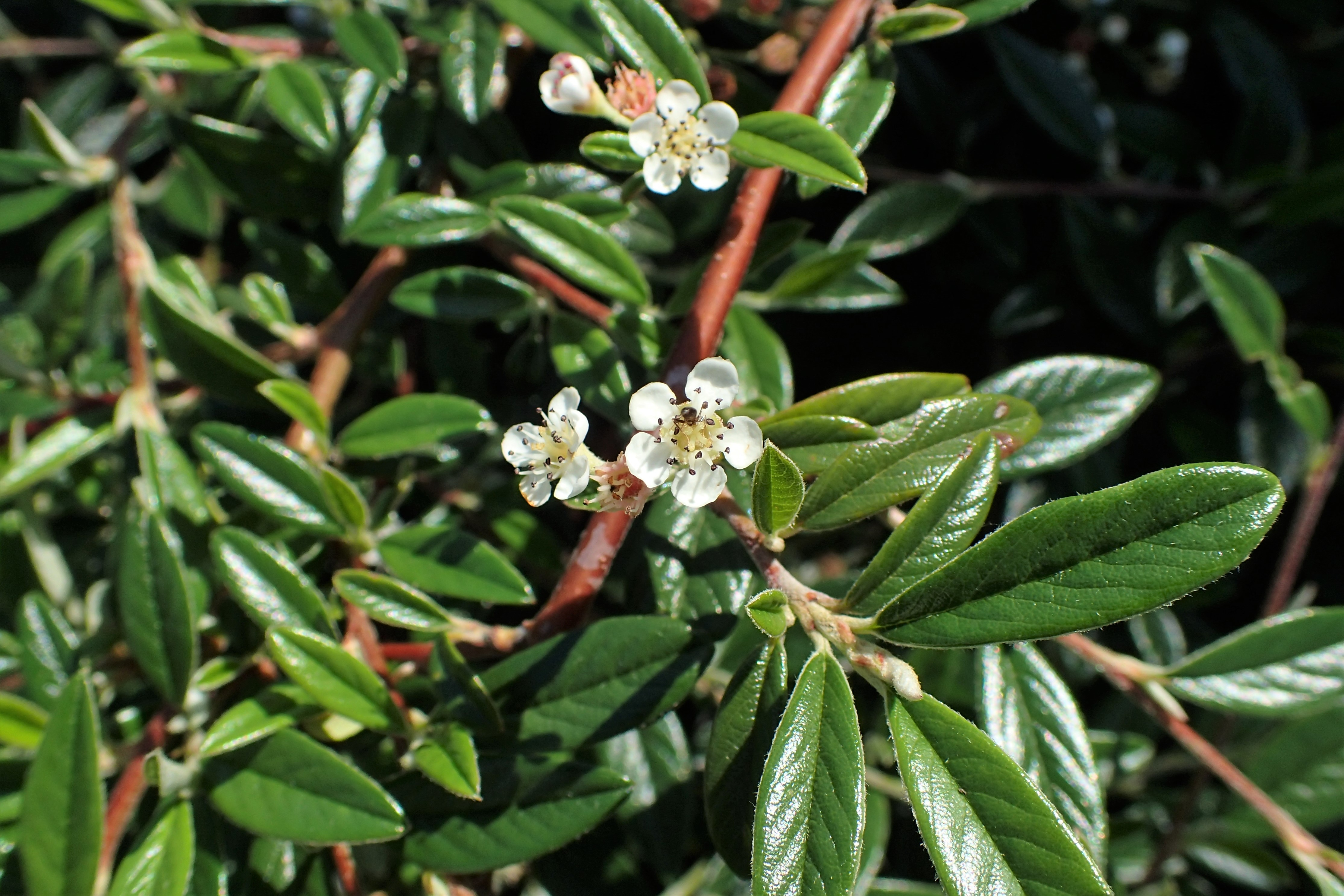
Bloemen
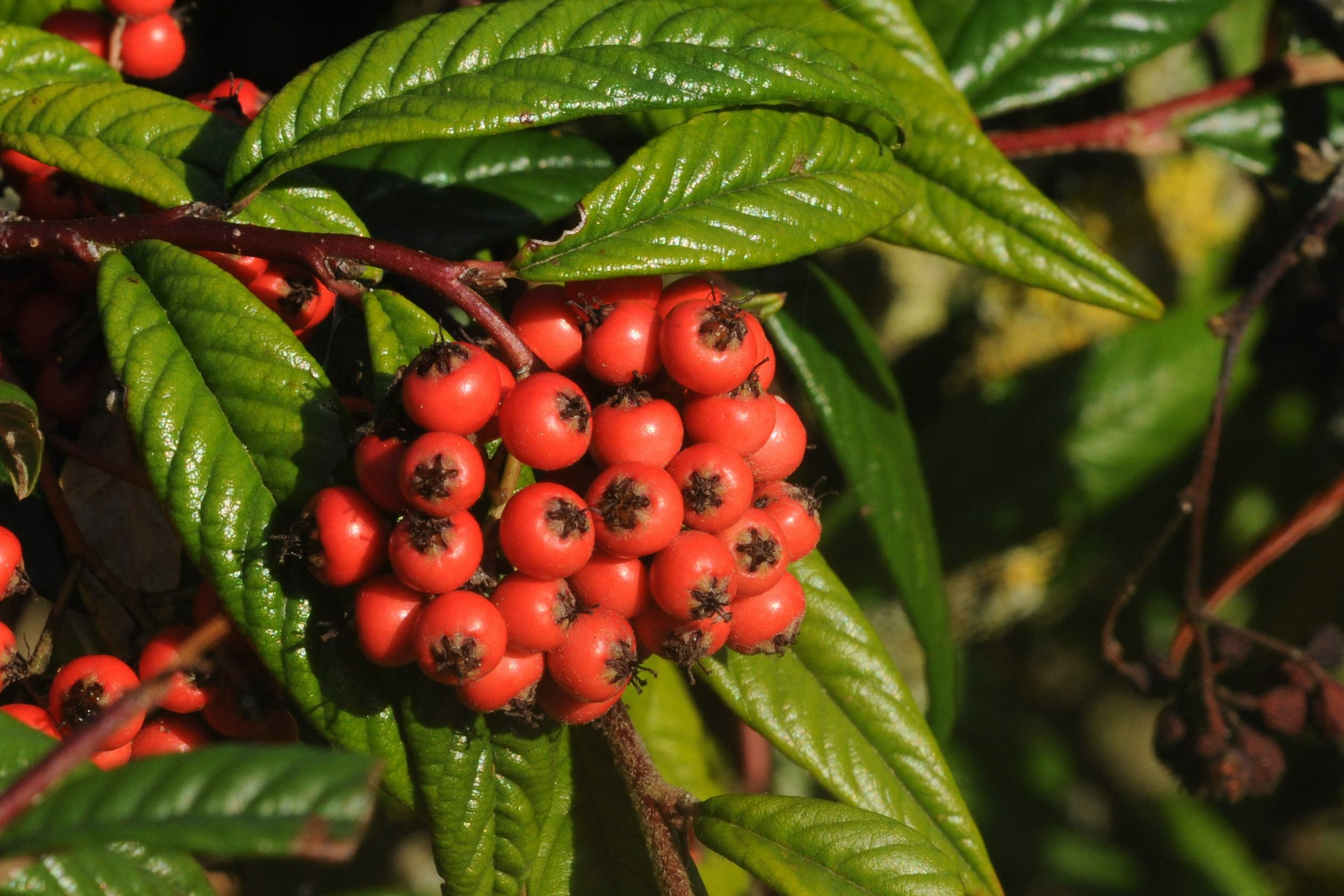
Vruchten
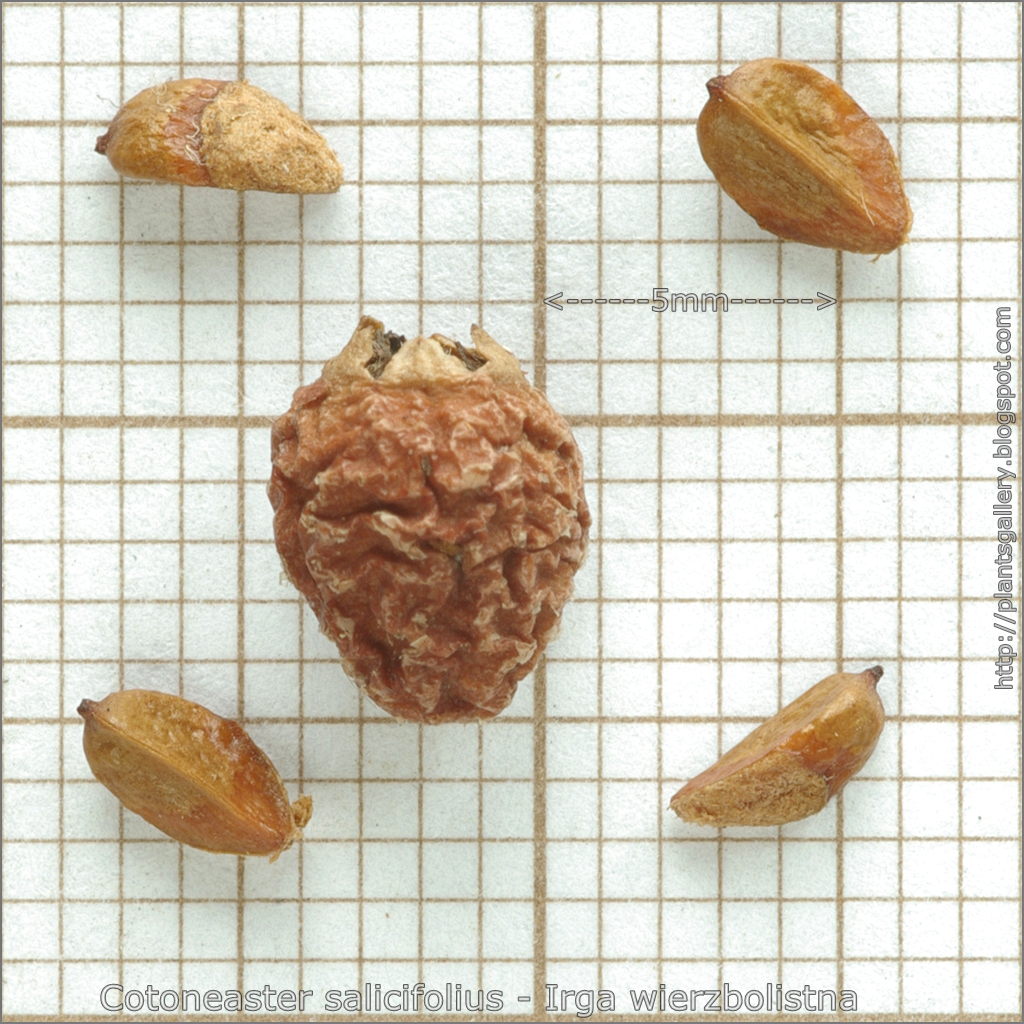
Vrucht en pitten